# Dipartimento di Uruguay
Uruguay è un dipartimento argentino, situato nella parte orientale della provincia di Entre Ríos, con capoluogo Concepción del Uruguay. Esso è stato istituito il 6 dicembre 1821.

## Geografia fisica
Esso confina con la repubblica dell'Uruguay e con i dipartimenti di Colón, Villaguay, Tala e Gualeguaychú.

## Società

### Evoluzione demografica
Secondo il censimento del 2001, su un territorio di 5.855 km², la popolazione ammontava a 94.070 abitanti, con un aumento demografico del 9,13% rispetto al censimento del 1991.

## Amministrazione
Nel 2001 il dipartimento comprendeva:
- 10 comuni (municipios in spagnolo):
  - Basavilbaso
  - Concepción del Uruguay
  - Caseros
  - Colonia Elía
  - Herrera
  - Primero de Mayo
  - Pronunciamiento
  - San Justo
  - Santa Anita
  - Villa Mantero
- 7 centri rurali (centros rurales de población in spagnolo):
  - San Cipriano
  - San Marcial
  - Estación Líbaros
  - Las Moscas
  - Los Ceibos
  - Rocamora
  - Santa Ana